# ハヴィス・アマンダ

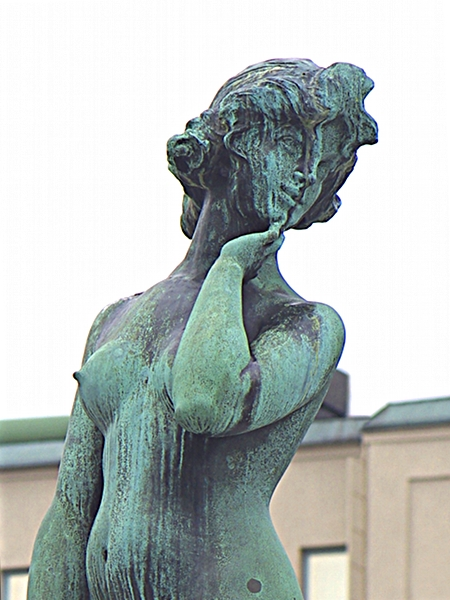
ハヴィス・アマンダの拡大図、2010年撮影。

ハヴィス・アマンダ（フィンランド語: Havis Amanda）はフィンランドの首都ヘルシンキにある女性の裸体像。ヴィッレ・ヴァルグレンにより1906年にパリで作成され、1908年にカールティンカウプンキのカウッパトリに移動されて現代にいたる。

## 作品
ハヴィス・アマンダはヴァルグレンがパリで創作したアール・ヌーヴォー作品の1つである。裸体像は銅で作成され、その下にある噴水は花崗岩製である。像は海草に立つ人魚の形であり、4匹の魚が彼女の足めがけて水を噴き出していて、人魚の側にはアシカが4体ある。人魚は後ろにもたれており、水にさよならを告げるような光景である。ヴァルグレンが人魚をこのように作ったのはヘルシンキの再生を示すためであった。裸体像の高さは194センチメートルで、台座の高さも合わせると高さ5メートルになる。ヴァルグレンの手紙によると、裸体像のモデルはパリ出身で19歳の女性マルセル・デルキニ（Marcelle Delquini）である。
ヴァルグレン自身は作品をメレンネイト（フィンランド語: Merenneito、「人魚」）とだけ名付けたが、作品はすぐにあだ名をつけられた。スウェーデン系フィンランド人の新聞は「ハヴィス・アマンダ」と呼び、フィンランド人の新聞は「ハーヴィストン・マンタ」（Haaviston Manta）または単に「マンタ」（Manta）と呼んだ。小冊子や旅行ガイドでは「ハヴィス・アマンダ」と呼ばれることが多い。
像は1908年9月20日に公開された。はじめは多くの批判、特に女性からの批判を受けた。像が裸であることとその色気が不適切とされたのだった。全ての団体が裸であること自体を批判したわけではないが、台座の上に置くことが女性の矮小化、性的対象化につながると批判されたのだった（ちょうど1906年にフィンランドで普通選挙が実施されて間もなくのことであった）。ヴァルグレンは自身を女性の崇拝者であるとみなしていた。小規模ながらスウェーデン系フィンランド人の支持者もおり、彼らの努力により作品は徐々に受け入れられ、やがて現代ではヘルシンキにおける最も重要で最も美しい美術作品とされるようになった。

## ヴァルプルギスの夜

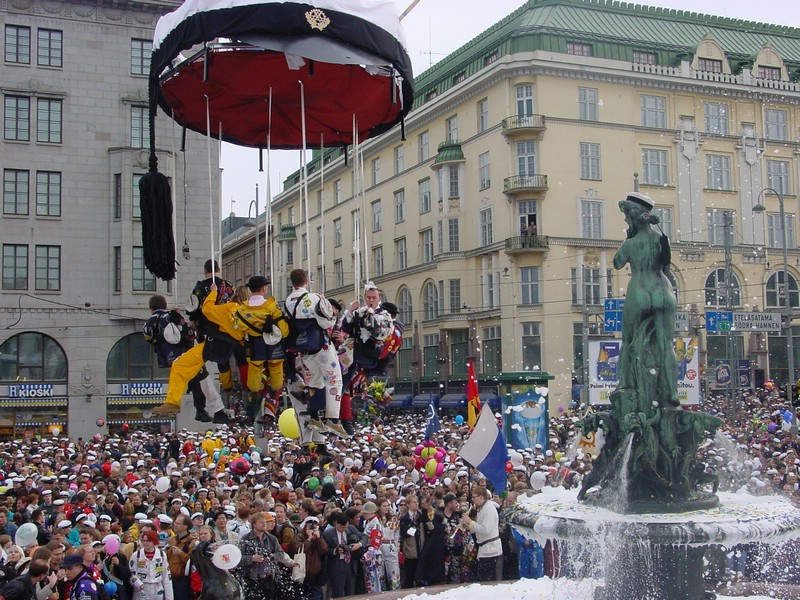
ヘルシンキ工業大学が2002年のヴァルプルギスの夜に学生帽をハヴィス・アマンダに被せる様子、2002年撮影。

毎年のヴァルプルギスの夜、マンタはお祝いの中心となっている。現地の大学生たちは像に帽子をかぶせて遊んだ。